# Vicente Castell
Vicente Castell Doménech – hiszpański malarz i grafik kostumbrysta.
Jego rodzicami byli Vicente Castell Martín i Teresa Doménech Peña, mieszkali w rolniczej dzielnicy miasta Castelló de la Plana.
Rozpoczął naukę w Escuela del Real, gdzie  Francisco Avinent (El Pipa) odkrył jego talent artystyczny, później przeniósł się do pracowni malarskiej Francisca Calduch (Quico de Ros). Następnie studiował w akademii profesora rysunku i malarza kostumbrysty Eduarda Laforeta. Poznał tam m.in. Ramiro de Leza, Francisco Pérez Olmos,  Juan Bautista Carbó Rovira i Bernardo Mundina Milallave. Pérez Olmos pomógł mu dostać się do Królewskiej Akademii Sztuk Pięknych San Carlos w Walencji w 1891 roku.
Otrzymał stypendium prowincji Castellón, wspomagał go również mecenas sztuki, hotelarz Gaspar Cazador. W Walencji odkrył luminizm Joaquina Sorolli i poetyckie malarstwo Ignacia Pinazo. 
Dzięki kolejnym stypendiom studiował w Królewskiej Katalońskiej Akademii Sztuk Pięknych św. Jerzego w Barcelonie w 1898 r. Rok później został studentem Królewskiej Akademii Sztuk Pięknych św. Ferdynanda w Madrycie. W stolicy poznał prace mistrzów z Prado. Wyjechał do Rzymu i Paryża, gdzie pracował nad doskonaleniem technik portretowania.
21 października 1901 r. ożenił się z Dolores Soliva Calduch, z którą miał troje dzieci.
W 1928 r. został mianowany dyrektorem Escuela de Artes y Oficios w Castelló de la Plana.